# Llista de pel·lícules espanyoles del 2009
Llista de pel·lícules produïdes a Espanya el 2009.

## 2009
| 2009                       |                              | |                |                                                                      |
| Los abrazos rotos          | Pedro Almodóvar              | Penélope Cruz, Blanca Portillo, José Luis Gómez, Lluís Homar, Tamar Novas, Ángela Molina, Lola Dueñas, Carlos Leal, Rubén Ochandiano                                  | Thriller       |                                                                      |
| Agora                      | Alejandro Amenábar           | Rachel Weisz, Max Minghella | Drama històric |                                                                      |
| Planet 51                  | Jorge Blanco                 | Dwayne Johnson, Jessica Biel, Gary Oldman | Animació       |                                                                      |
| Manolete                   | Menno Meyjes                 | Adrien Brody, Penélope Cruz, Santiago Segura, Ann Mitchell | Biogràfica     |                                                                      |
| REC 2                      | Jaume Balagueró i Paco Plaza | Manuela Velasco, Leticia Dolera, Juli Fábregas | Terror         |                                                                      |
| Guerrilla                  | Steven Soderbergh            | Benicio del Toro, Demián Bichir, Catalina Sandino Moreno, Rodrigo Santoro, Carlos Bardem, Jordi Mollà, Rubén Ochandiano                                               | Biogràfica     |                                                                      |
| Celda 211                  | Daniel Monzón                | Luis Tosar, Carlos Bardem, Antonio Resines, Marta Etura, Luis Zahera                                                                                                  | Acció          |                                                                      |
| Map of the Sounds of Tokyo | Isabel Coixet                | Rinko Kikuchi, Sergi López | Drama          | Va participar en el Festival de Cinema de Cannes 2009                |
| Tetro                      | Francis Ford Coppola         | Maribel Verdú, Vincent Gallo, Carmen Maura, Rodrigo De la Serna, Klaus Maria Brandauer, Leticia Brédice                                                               | Drama          |                                                                      |
| El mal ajeno               | Óskar Santos Gómez           | Belén Rueda, Eduardo Noriega, Angie Cepeda, José Ángel Egido, Carlos Leal, Clara Lago                                                                                 | Drama          | Produïda per Alejandro Amenábar i escrita per Daniel Sánchez Arévalo |
| Fuga de cerebros           | Fernando González Molina     | Mario Casas, Amaia Salamanca, Alberto Amarilla, Canco Rodríguez, Gorka Lasaosa, Pablo Penedo, Antonio Resines, Loles León, Alex Angulo, Mariano Peña, David Fernández | Comèdia        |                                                                      |
| Spanish Movie              | Javier Ruiz Caldera          | Carlos Areces, Joaquin Reyes, Alexandra Jiménez, Silvia Abril, Leslie Nielsen, Eduardo Gómez, Juana Cordero, Carmen Ruiz, Michelle Jenner, Laia Aida                  | Paròdia        |                                                                      |
| El cónsul de Sodoma        | Sigfrid Monleón              | Jordi Mollà, Bimba Bosé, Àlex Brendemühl | Biogràfica     |                                                                      |